# ژان خووارتس
ژان خووارتس (انگلیسی: Jean Govaerts؛ زادهٔ ۱ سپتامبر ۱۹۳۸) دوچرخه‌سوار اهل بلژیک است.